# District d'Ibo
Le district d'Ibo (揖保郡, Ibo-gun) est un district de la préfecture de Hyōgo, au Japon.
Au 1er octobre 2014, sa population était de 33 603 habitants pour une superficie de 22,62 km2.

## Commune du district
- Taishi